# Admiral Kusnezow
Die Admiral Kusnezow (vollständig russisch Адмирал флота Советского Союза Кузнецов, Admiral flota Sowjetskowo Sojusa Kusnezow, „Flottenadmiral der Sowjetunion Kusnezow“; ex Tbilissi, ex Leonid Breschnew) ist der einzige Flugzeugträger der russischen Marine. 1985 vom Stapel gelaufen, war sie seit 2017 für eine mögliche Modernisierung außer Dienst.

## Geschichte

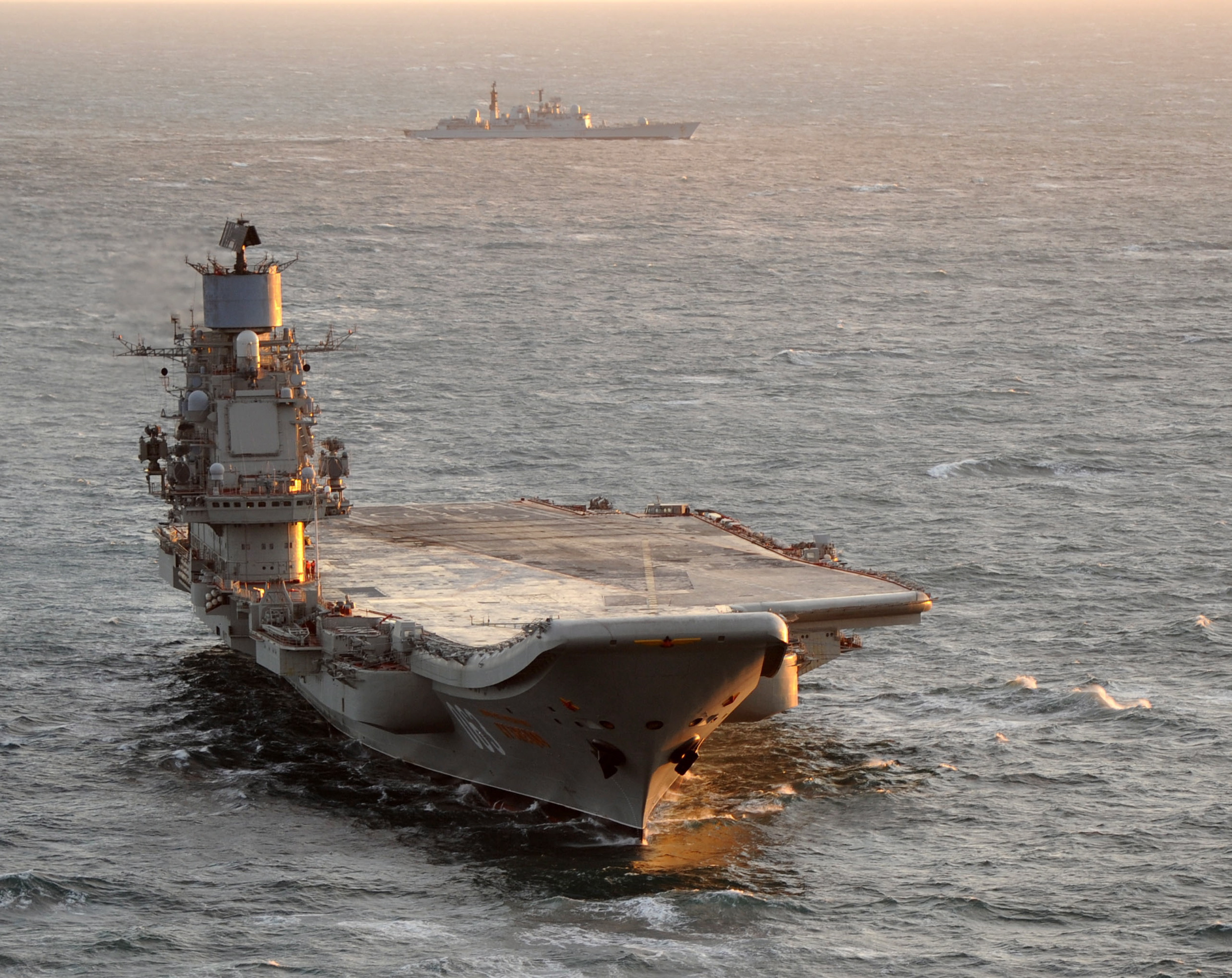
Die Admiral Kusnezow nahe den britischen Inseln, im Hintergrund die York, 2011

Der Flugzeugträger Admiral Kusnezow wurde unter dem Namen Projekt 1143.5 noch für die sowjetische Marine auf der Werft in Nikolajew (heute Mykolajiw, Ukraine) am Südlichen Bug nahe dem Schwarzen Meer gebaut. Die offizielle Klassifikation der Admiral Kusnezow lautet „Tjascholy awianessuschtschi kreiser“ (TAKR) (russisch Тяжёлый авианесущий крейсер (ТАКР)); „schwerer Flugdeckkreuzer“. Die erste Einheit des Projekts 1143.5 sollte Sowjetunion heißen; schließlich wurde sie in den frühen 1980er Jahren als Riga auf Kiel gelegt. Während des Baus wurde der Name zu Leonid Breschnew geändert. 1985 lief sie vom Stapel und wurde Tbilissi getauft. Sie ist das Typschiff der nach ihr benannten Admiral-Kusnezow-Klasse. Das zweite Schiff dieser Klasse, die Liaoning, ex Warjag, wurde 1998 von China angekauft, fertiggestellt und im September 2012 in Dienst gestellt.
Am 4. Oktober 1990 erhielt das Schiff seinen heutigen Namen in Erinnerung an den sowjetischen Admiral Nikolai Gerassimowitsch Kusnezow.
1991 löste sich die Sowjetunion auf, und die Ukraine, auf deren Staatsgebiet sich nun sowohl die Bauwerft in Mykolajiw als auch der Ankerplatz des Schiffes in Sewastopol befanden, erhob Anspruch auf eine eigene Marine. In einer Nacht-und-Nebel-Aktion wurde das Schiff aus ukrainischen Gewässern verlegt, um der drohenden Beschlagnahme durch die Behörden zu entgehen. Es blieb – von wenigen Versuchsfahrten abgesehen – weiterhin in der Werft und wurde 1995 offiziell in Dienst gestellt.
1996 nahm die Admiral Kusnezow an einem Manöver im Mittelmeer teil. Ein Jahr später wurden in der Werft Schäden am Antriebssystem behoben. Im Jahr 2000 beteiligte sie sich an den Bergungsarbeiten des gesunkenen Atom-U-Bootes Kursk. 2003 und 2004 folgten eine Inspektionsfahrt sowie ein Manöver im Atlantik. Im Januar 2008 nahm der Flugzeugträger erneut an einem Großmanöver im Mittelmeer und im Atlantik teil.
Am 16. Februar 2009 wurde die Admiral Kusnezow vor der irischen Küste bebunkert (aufgetankt), wobei nach russischen Angaben „eine kleinere Menge Öl beim Reinigen des Flugdecks“ ins Wasser gelangt sein könne. Der entstandene Ölteppich wurde auf 500–600 Tonnen geschätzt. Im selben Jahr brach ein Feuer an Bord aus; ein Seemann starb. Im Jahr 2014 hatte das Schiff seine siebte Fahrt absolviert. 2016 absolvierte der Träger eine Fahrt ins Mittelmeer und unterstützte einen Monat den russischen Militäreinsatz in Syrien. Zur aus acht Schiffen bestehenden Trägergruppe der Kusnezow gehörte der Raketenkreuzer Pjotr Weliki, die U-Boot-Abwehrschiffe Seweromorsk und Vizeadmiral Kulakow, zwei Tanker und der Hochseeschlepper Nikolai Tschiker. Vermutlich wurde die Gruppe von mehreren U-Booten begleitet. Der militärische Nutzen dieses Einsatzes wird als gering bewertet, da aufgrund der fehlenden Katapulte die eingesetzten Flugzeuge nicht mit voller Waffenzuladung starten konnten, nach zwei Abstürzen in der Nähe des Trägers die Flugzeuge auf Einsatzbasen an Land verlegt und der Flugzeugträger zurück nach Murmansk beordert wurde.

## Modernisierung und Außerdienststellung
Seit 2010 wurde wiederholt berichtet, dass die Kusnezow modernisiert werden solle. Dafür wurde mit einem mehrjährigen Werftaufenthalt in Sewerodwinsk gerechnet. Teilweise war von einem mid-life-upgrade die Rede und von weiteren 20 Jahren im Dienst. Im Mai 2018 kam die Kusnezow in Murmansk in das Schiffsreparaturwerk Nr. 35 der United Shipbuilding Corporation, wo zunächst mit Reparaturarbeiten begonnen wurde. Der Vertrag sah eine Modernisierung vor, die sich „nicht länger als bis 2021“ hinziehen sollte. Im Rahmen der Arbeiten werden die Kessel getauscht, die Antriebsanlage überholt und die Bewaffnung modernisiert. An die Arbeiten wird sich eine siebenmonatige Testphase anschließen. Als neue Hauptbewaffnung sind Mikojan-Gurewitsch MiG-29K vorgesehen, die aber bisher auf dem Träger nur getestet worden sind.
Beim Ausdocken wurde der Träger am 30. Oktober 2018 beschädigt, als das Schwimmdock PD-50 in der Kola-Bucht wegen eines Stromausfalls sank. Ein Kran des Docks kippte durch das Sinken des Docks auf die Kusnezow und schlug ein großes Loch ins Deck. Es wurden insgesamt 52 Schadstellen festgestellt, deren Beseitigung 70 Millionen Rubel zusätzlich kosten sollte. Anschließend wurde in russischen Militärkreisen diskutiert, ob der Träger nochmals repariert oder die finanziellen Ressourcen in andere Waffenträger der Marine investiert werden sollen.
Westliche Beobachter bezeichnen das Schiff trotz jüngerer Modernisierungen als veraltet und technisch anfällig. Aus diesem Grund werde es ständig von einem Schlepper begleitet.

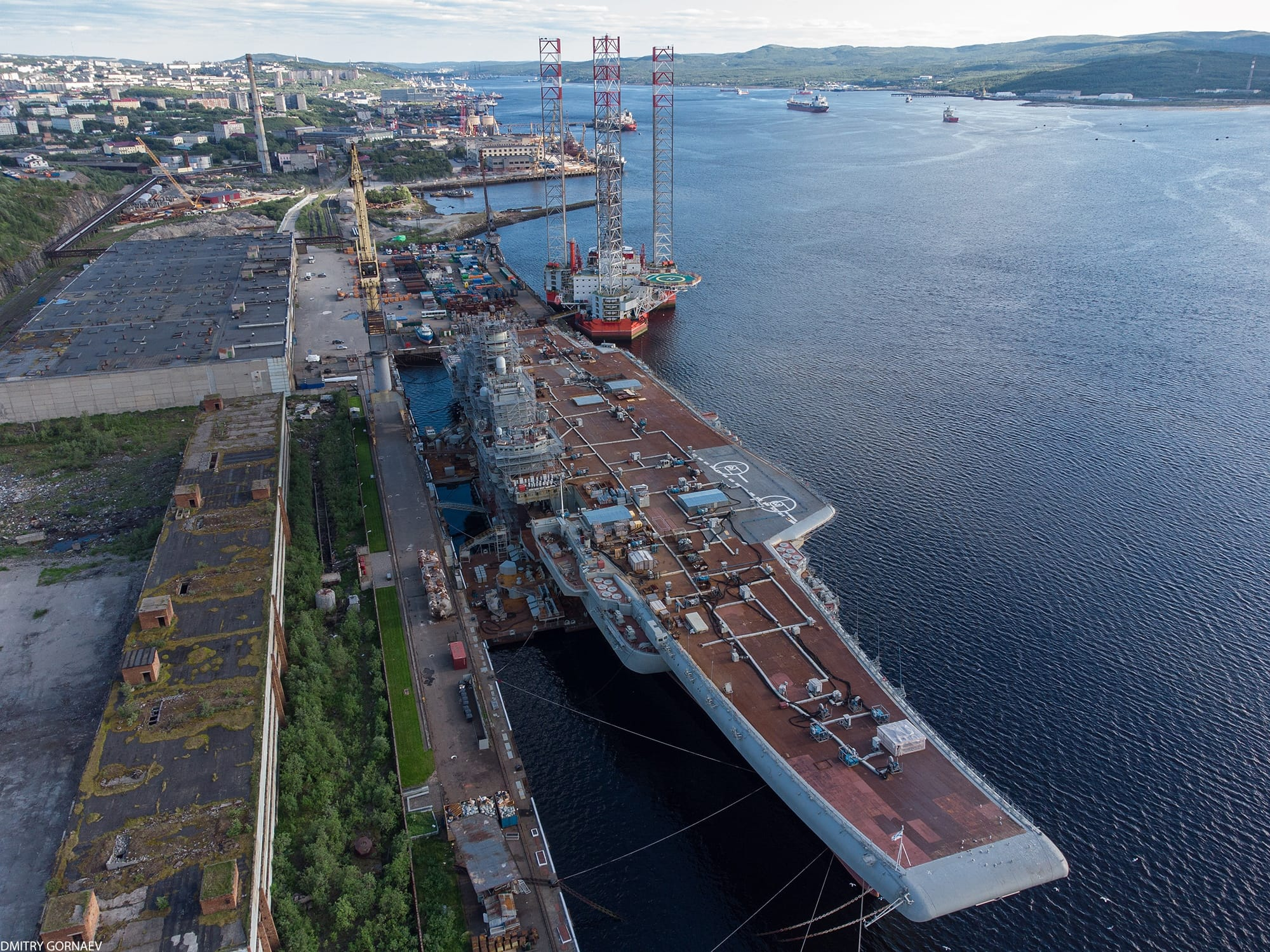
Die Admiral Kusnezow während Wartungsarbeiten in Murmansk im Jahr 2021

Am 12. Dezember 2019 brach bei Instandsetzungsarbeiten im Hafen von Murmansk ein Feuer an Bord aus, das sich auf 600 Quadratmeter ausdehnte. Zwei Arbeiter starben, zwölf wurden zum Teil schwer verletzt und zwei als vermisst gemeldet.
Im Mai 2022 wurde der Träger in einem dafür bisher provisorisch umgebauten und modernisierten Trockendock des Schiffsreparaturwerks Nr. 35 in Murmansk, welches das gesunkene Schwimmdock PD-50 ersetzt, repariert und modernisiert. Im Dezember 2022 wurde bekannt, dass es auf dem Flugzeugträger erneut zu einem Brand kam. Der Brand soll in den Kajüten ausgebrochen sein, wobei nach russischen Angaben keine Personen zu Schaden kamen und wohl auch keine bedeutenden Schäden entstanden seien. Die Ursache für das Feuer ist derzeit unbekannt. Nach Abschluss aller Arbeiten unter der Wasserlinie wurde der Träger am 22. Februar 2023 aus dem Dock geschleppt.
Die Wiederindienststellung wurde ursprünglich für Ende 2024 angekündigt.
Laut dem russischen Geheimdienst FSB habe der ukrainische GUR versucht, einen Russen, der auf dem Schiff arbeitete, für einen Sabotageakt, bei dem es um die Zerstörung des Schiffes ging, anzuwerben.
Im Juli 2025 wurde berichtet, dass die Admiral Kusnezow nach Jahren Modernisierungsbemühungen und einer Reihe von Unfällen ausgemustert und abgewrackt werden solle. Die Arbeiten zur Reparatur und Aufrüstung des Flugzeugträgers seien eingestellt; eine endgültige Entscheidung, ob das Projekt wieder aufgenommen oder das Schiff dauerhaft außer Dienst gestellt werden solle, sei in Vorbereitung. Der ehemalige Kommandeur der Pazifikflotte, Admiral Sergei Awakjanz, sagte russischen Medien, traditionelle Flugzeugträger seien nicht mehr für die moderne Seekriegsführung geeignet. „Ein Flugzeugträger ist ein Relikt aus einer vergangenen Zeit. Dies ist ein riesiges, kostspieliges Bauwerk, das durch moderne Waffen in wenigen Minuten zerstört werden könnte,“ sagte Awakjanz. „Es ist eine sehr teure und ineffektive Marinewaffe.“

## Einsatzprofil

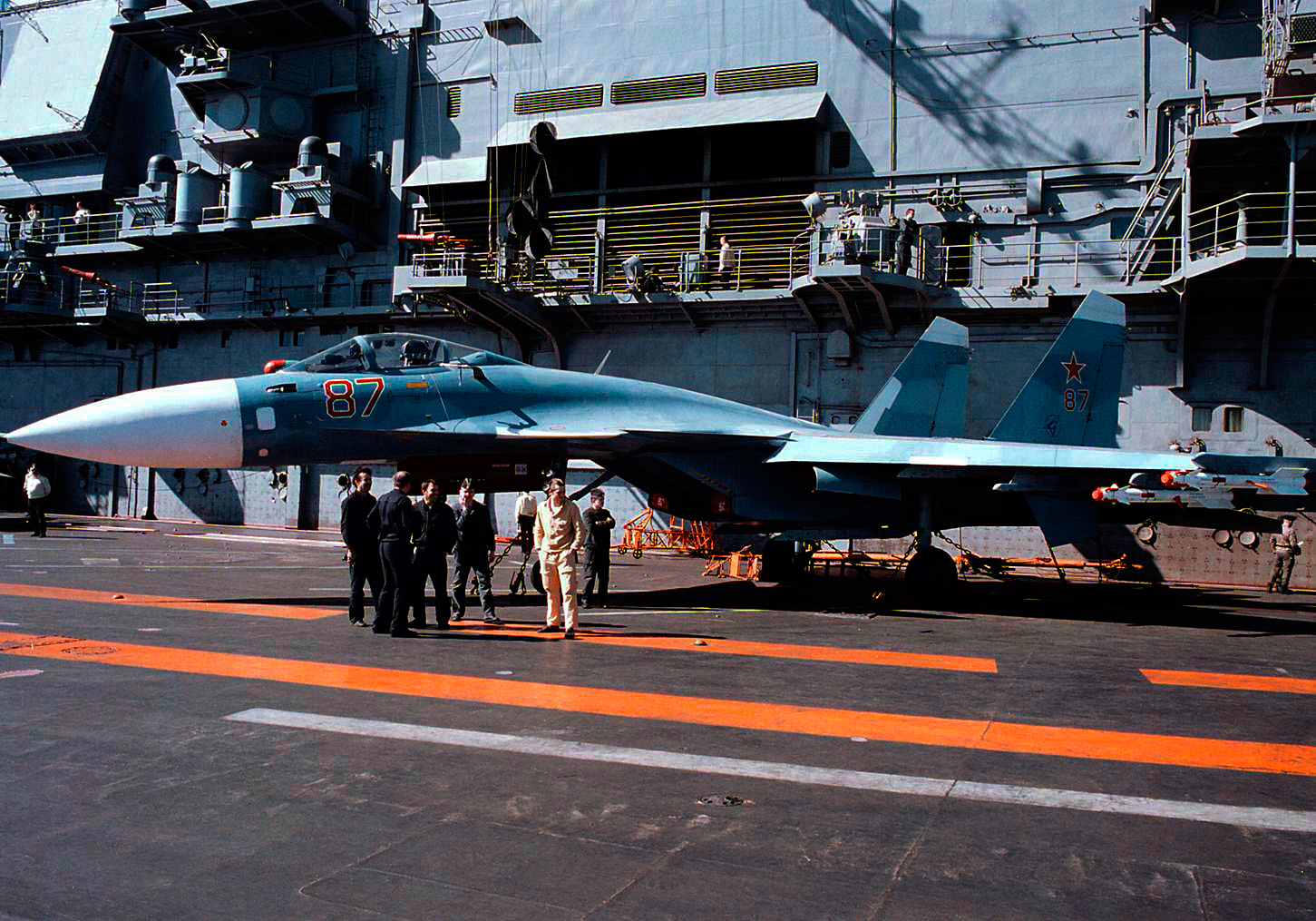
Su-27K (Su-33)-Trägerflugzeug, vor der Insel des Trägers, Februar 1996

Auf dem Flugdeck sind drei Abflugpositionen (blau) möglich, die gleichzeitig eingenommen werden können. Bug mit Sprungschanze rechts, Insel hellgelb. Grafik von 2007.

Die Kusnezow wurde als Flottenbegleitträger konzipiert, ihre Kampfflugzeuge dienen dem Schutz der Flotte gegen feindliche Flugzeuge. Nach dem Ende des Kalten Krieges wurden zusätzliche Systeme installiert, um auch andere Aufgaben wahrnehmen zu können. Dennoch galt die Verteidigung gegen feindliche Flugzeuge und Schiffe weiterhin als Hauptaufgabe der Kusnezow.
Der Träger hatte eine Sprungschanze am Bug als Starthilfe. Dies ermöglichte den Start von MiG-29K- und Su-27K/Su-33-Jagdbombern – der wichtigsten Kampfflugzeuge des Trägers. Die Landung erfolgte konventionell, das heißt durch Einhaken in eines von vier der über Deck gespannten Fangseile. Er war ein STOBAR-Träger (short take-off but arrested recovery). Auf dem Träger konnten rund 20 Flugzeuge untergebracht werden, und diese konnten nur mit einer kleinen Waffenzuladung starten.
Die bordeigene Bewaffnung der Kusnezow war deutlich schlagkräftiger als die vergleichbarer Flugzeugträger. Vor allem die zwölf SS-N-19-Shipwreck-Seezielflugkörper verliehen dem Schiff begrenzte Kapazitäten zur Seezielbekämpfung. Die acht CADS-1-Nahbereichsverteidigungssysteme ermöglichten eine Abwehr gegnerischer Seezielflugkörper. Die Geleitgruppe der Kusnezow bestand in der Regel aus einem Raketenkreuzer der Slawa-Klasse, zwei Raketenzerstörern der Sowremenny-Klasse, zwei U-Boot-Abwehr-Schiffen der Udaloy-Klasse, zwei Jagd-U-Booten der Akula-Klasse und einem Raketen-U-Kreuzer der Oscar-II-Klasse.

## Einsätze

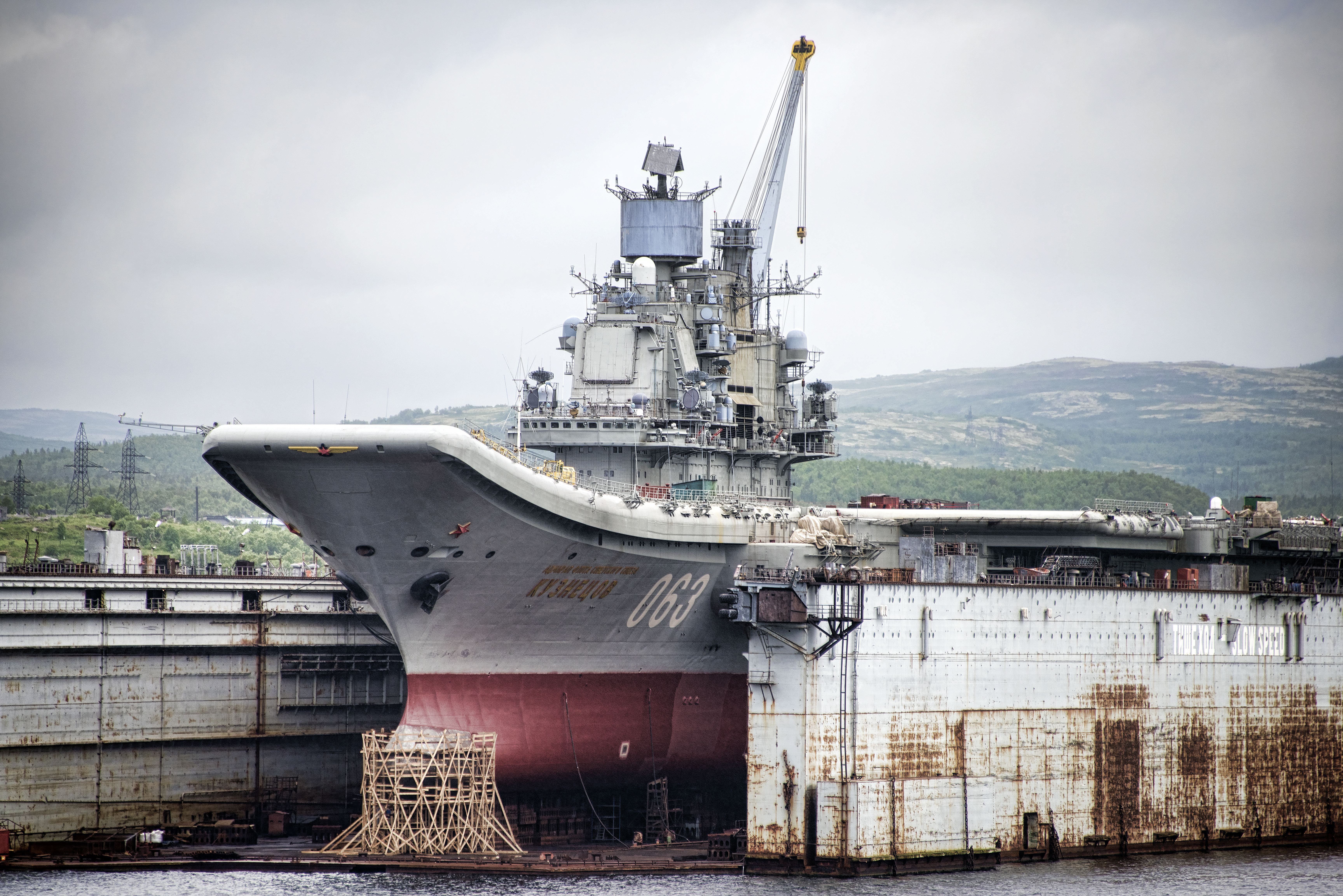
Die Admiral Kusnezow im Dock in/bei Murmansk, Juli 2015

### Bergung derKursk– 2000
Im Jahr 2000 sicherte die Kusnezow gemeinsam mit anderen Schiffen die Bergungsarbeiten am Wrack der Kursk in der Barentssee ab.

### Syrien – 2016/2017
Der bisher einzige Kampfeinsatz des Trägers erfolgte im Rahmen des russischen Militäreinsatzes in Syrien. Im Oktober 2016 lief das Schiff von Seweromorsk nach Tartus aus. Begleitet wurde der Träger vom Atomkreuzer Pjotr Weliki und zwei Raketenzerstörern der Udaloy-Klasse. Auf seinem gesamten Weg wurde der russische Flottenverband von NATO-Schiffen und -Flugzeugen beschattet. Ende Oktober 2016 erreichte der Verband das westliche Mittelmeer. Vor der syrischen Küste angekommen, flogen die Kampfflugzeuge des Trägers Angriffe gegen Bodenziele in Syrien. Nachdem eine MiG-29K und eine Su-33 bei Lande- und Startmanövern in der Nähe des Trägers abgestürzt waren, wurden die trägergestützten Kampfflugzeuge für weitere Einsätze auf den Militärflugplatz Hmeimim überführt. Von dort sollen die Trägerflugzeuge während der zweimonatigen Mission 420 Angriffe auf Ziele in Syrien geflogen haben.
Auf dem Rückweg ankerte der Verband vor der ostlibyschen Küste. Dort hielt der Machthaber Ostlibyens, General Chalifa Haftar, an Bord der Admiral Kusnezow eine Videokonferenz mit Verteidigungsminister Sergei Kuschugetowitsch Schoigu ab. Nach dem Einsatz vor Syrien bewertete die russische Denkfabrik Centre for Analysis of Strategies and Technologies den militärischen Nutzen des Trägers als eher gering.

### Einsatz der Besatzung im Ukrainekrieg
Ein großer Teil der Besatzung der Admiral Kusnezow wurde nach dem russischen Überfall auf die Ukraine 2022 in eine mechanisierte Infanterieeinheit eingegliedert (3. Mechanisiertes Bataillon „Fregat“ des 245. Motorisierten Schützenregiments, 1. Gardepanzerarmee) und in den Kämpfen um Pokrowsk, Charkiw und Lyman eingesetzt.

## Zwischenfälle
- Am 3. Dezember 2016 stürzte eine Su-33 beim Landeanflug bei guten Flugbedingungen ins Mittelmeer, nachdem ein Fangseil gerissen war. Der Pilot konnte sich mit dem Schleudersitz retten.[49][50]